# 그라파

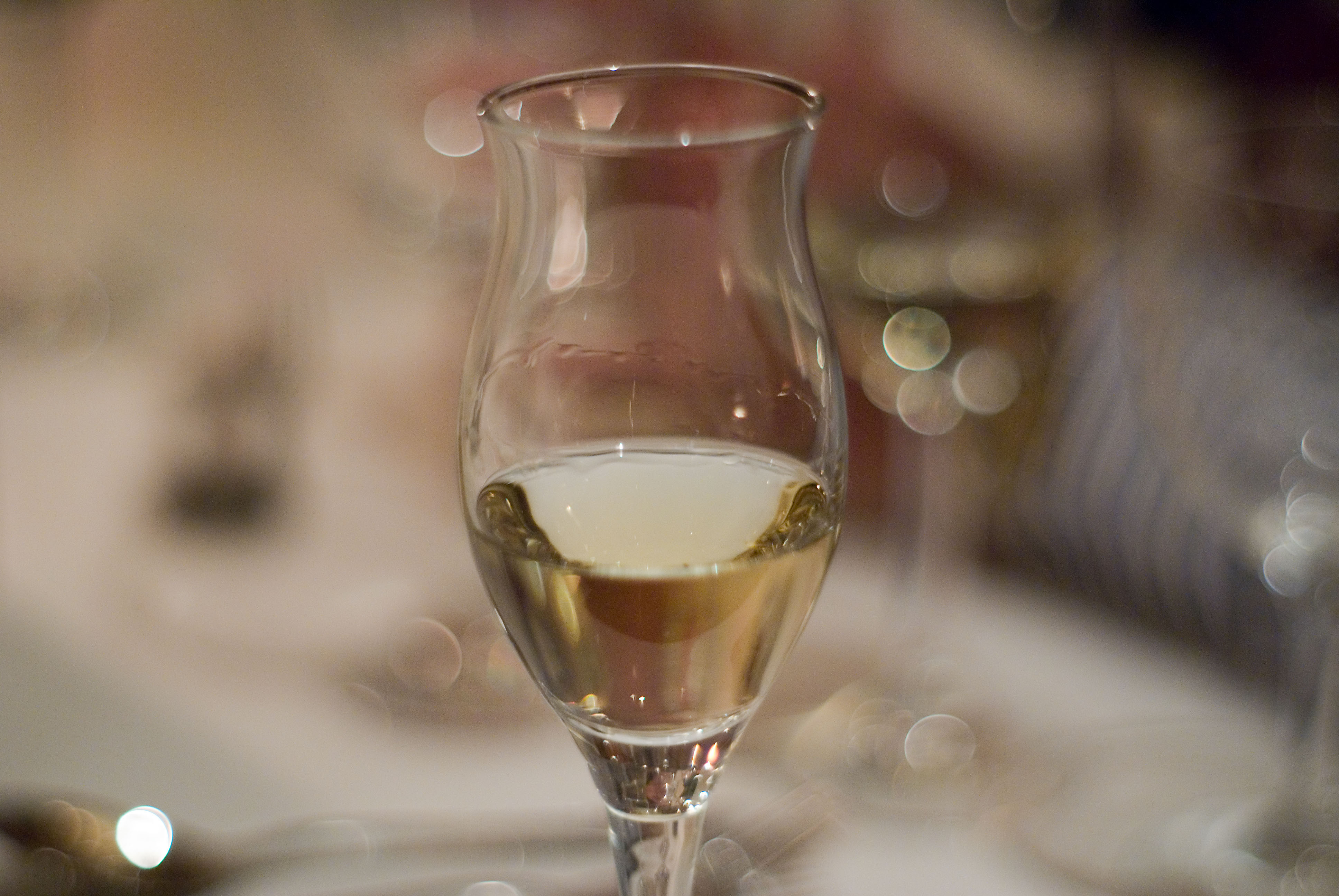
그라파

그라파(Grappa)는 증류주의 일종이자, 이탈리아 특산의 포도박 브랜디의 일종이다.  알코올 도수는 35~60(미국산 증류주 US 프루프 70~120%)도이며, 향을 낸 것도 있다. 그라파는 유럽 연합에서 보호되는 명칭이다.
그라파는 포도주를 증류하여 만드는 일반적인 브랜디와 달리 포도를 압착한 후 남은 껍질, 과육, 씨앗, 줄기(즉, 찌꺼기 또는 포도박)을 발효시킨 알코올을 증류하여 만든다. 원래는 이러한 남은 것을 사용하여 낭비를 방지하기 위해 만들어졌다. acquavite d'uva로 알려진 비슷한 음료는 전체 즙을 증류하여 만든다.
이탈리아에서 그라파는 주로 소화제 또는 식후주로 제공된다. 주된 목적은 과식후의 소화를 돕는 것이다. 그라파를 에스프레소 커피에 첨가하여 "교정된" 커피를 의미하는 카페 코르테토(caffè corretto)를 만들 수도 있다. 이것의 또 다른 변형은 아마차카페(ammazzacaffè, "커피 킬러")이다. 에스프레소를 먼저 마시고, 그 다음에 몇 온스의 그라파를 별도의 잔에 담아 제공한다. 베네토에서는 레센틴(resentin, "작은 헹굼")이 있다. 설탕을 넣은 에스프레소 한 잔을 마신 후, 거의 비어 있는 컵에 그라파 몇 방울을 붓고, 돌려서 한 모금에 마신다.
유명한 그라파 생산자로는 자코포 폴리, 나르디니, 노니노가 있다. 이러한 그라파는 상당한 양으로 생산되어 수출된다. 또한 소규모의 지역 또는 지방 그라파도 많이 있다.
대부분의 그라파는 투명하여 숙성되지 않은 증류액임을 나타내지만 일부는 원래 과일 찌꺼기에서 매우 희미한 색소를 유지할 수 있다. 최근에는, 오래된 그라파가 더 흔해졌는데, 이런 그라파는 보관된 통에 따라 노란색이나 적갈색 색조를 띈다.
그라파는 우루과이와 아르헨티나에서도 잘 알려져 있으며, 이 나라에 이탈리아인이 많이 이주했기 때문이다. 이탈리아에서처럼 주요 식사 후에 제공된다. 우루과이에서는 그라파미엘(grappamiel)이라는 현지 버전도 만들어졌는데, 전통적인 그라파에 꿀을 첨가한 것이다. 널리 제공되고 주로 겨울에 마신다. 목을 "따뜻하게" 해주기 때문이다.

## PGI 상태
그라파는 현재 유럽 연합에서 지리적 표시 보호(PGI)이다. 그라파라고 불리려면 다음 기준을 충족해야 한다.:
1. 이탈리아 또는 스위스의 이탈리아 지역 또는 산마리노에서 생산
2. 포마스에서 생산
3. 발효 및 증류는 포마스에서 이루어져야 함(추가 물 없음)

기준 2는 브랜디를 생산하는 데 사용되는 방법인 순수 포도 주스의 직접 발효를 배제다.
기준 3에는 두 가지 중요한 의미가 있다. 첫째, 증류는 고형물에서 이루어져야 한다. 따라서 직접 화염이 아닌 뱅마리 또는 증기 증류로 수행해야 한다. 그렇지 않으면 찌꺼기가 타버릴 수 있다. 둘째, 포도의 목질 부분(줄기와 씨앗)은 당이 풍부한 주스와 함께 발효된다. 이것은 에탄올보다 훨씬 더 독성이 강한 매우 소량의 메탄올을 생성한다. 유사한 적포도주 제조 공정과 달리 그라파에서는 증류 중에 메탄올을 조심스럽게 제거해야 한다. 그렇기 때문에 이탈리아에서는 와인메이커가 찌꺼기를 그라파 제조자에게 판매하도록 요구하는 법률이 있다. 이는 현재 이탈리아에서 매우 드문 밀주 생산 작업에 대한 조치이다.
미국에서 증류된 제품에 대해 그라파라는 단어를 사용하는 것은 여전히 허용되고 있으며 이는 브랜디의 분류 정의에 속하며, 더 나아가 찌꺼기, 특히 그라파 또는 그라파 브랜디로 분류된다.